# Gampsorhynchus
Gampsorhynchus is een geslacht van zangvogels uit de familie Pellorneidae. De wetenschappelijke naam van het geslacht is voor het eerst geldig gepubliceerd in 1844 door Blyth.

## Soorten
De volgende twee soorten zijn bij het geslacht ingedeeld:
- Gampsorhynchus rufulus  – Witkoptimalia
- Gampsorhynchus torquatus  – Halsbandtimalia